# Lunghezza (zona di Roma)
Lunghezza è la decima zona di Roma nell'Agro romano, indicata con Z. X.
Il toponimo indica anche una frazione di Roma Capitale e la zona urbanistica 8E del Municipio Roma VI.

## Geografia fisica

### Territorio
Si trova nell'area est del comune, esternamente al Grande Raccordo Anulare, tra la via Prenestina a sud e il fiume Aniene a nord.
La zona confina:
- a nord con la zona Z. VI Settecamini[1] ed il comune di Guidonia Montecelio
- a nord-est con la zona Z. XI San Vittorino[2]
- a sud con la zona Z. XIV Borghesiana[3]
- a ovest con la zona Z. IX Acqua Vergine[4]

## Storia
La storia del territorio è molto antica. Secondo il topografo Antonio Nibby in questo luogo sorgeva la famosa cittadella di Collatia, citata da Tito Livio e nota soprattutto perché fu il luogo del terribile stupro di Lucrezia, la cui tomba si ipotizzi si trovi al di sotto del Castello di Lunghezza. Nel Medioevo sul vasto fondo di Lunghezza ricadevano il complesso fortificato di Lunghezza e il casale della Lunghezzina, posizionati su una sponda dell'Aniene, e il Castello dell'Osa posto a Castelverde sulla valle dell'Osa. Nel 1600 nella carta del Catasto Alessandrino dell'Archivio di Stato di Roma denominata Casale di Longhezza Lunghezzina, il territorio era suddiviso in monti, pascoli, e quarti lavorati a coltura, tra questi c'erano Monte del Giardino, Monte di Michelangeli; Prato Nono e Prato del Canneto; i quarti Pinzoni, Castellaccio, Osteria dell'Osa, San Giuliano. Agli inizi del '900 il fondo confinava con le tenute di Corcolle, Castiglione, Pantano, Cerrone e Benzone e la via Tiburtina, l'Aniene e la tenuta del Cavaliere erano i confini sul versante tiburtino. Il Castello di Lunghezza fu eretto nel X secolo, ma i primi documenti rinvenuti risalgono all'VIII secolo e attestano la proprietà del Monastero di Farfa di un casale con ampie aree coltivate. Questo fortilizio medievale, prima casale, successivamente castello e poi di nuovo casale, lungo l'arco temporale dal XIII al XV secolo appartenne ai monaci benedettini di S. Paolo Fuori Le Mura. In questo storico luogo si succedettero importanti eventi tra cui, soprattutto, la stesura del famoso manifesto di Lunghezza, documento col quale Pietro e Giacomo Colonna, insieme a Jacopone da Todi e ad altri importanti teologi e francescani, attaccavano il Papa Bonifacio VIII, giudicando illegittimo il suo Pontificato. Fu un luogo signorile, posseduto e abitato da esponenti delle più importanti famiglie nobiliari: Conti, Colonna, Orsini, Medici, Strozzi, Grazioli, e illustri ospiti ebbero accesso a queste stanze. Tra la seconda metà dell'800 ed i primi del '900 il complesso entrò nel possesso della famiglia Munthe, dopo essere stato acquistato dalla nobile famiglia Pennington-Mellor, e a fine secolo dai nuovi attuali proprietari. Le evidenze archeologiche testimoniano che il luogo fu scelto a protezione delle vie fluviali dalle popolazioni arcaiche fin oltre l'epoca romana.

## Monumenti e luoghi d'interesse

### Architetture civili
- Castello di Lunghezza, su via della Tenuta del Cavaliere. Castello medioevale.
- Casale Cerrone, su via Casale Cerroncino. Casali del XVII secolo. 41.917935°N 12.662239°E
- Antica vaccheria Benzone, su via Raoul Chiodelli. Casali del XX secolo. 41.909446°N 12.661107°E

### Architetture religiose
- Chiesa della Santissima Trinità a Lunghezza, su via delle Cerquete. Chiesa del XX secolo. 41.921069°N 12.666776°E

La parrocchia fu annessa per decreto della Sacra Congregazione Concistoriale alla giurisdizione del Vicariato di Roma il 26 febbraio 1939. In precedenza faceva parte della sede suburbicaria di Frascati. Il parroco, per antica tradizione legata al castello che anticamente era monastero benedettino di proprietà dell'abbazia di Farfa, mantiene il titolo di abate commendatario (durante munere).
- Chiesa di Santa Restituta, su via della Tenuta del Cavaliere, nelle vicinanze del castello sull'altra sponda dell'Aniene.

Luogo sussidiario di culto della parrocchia della Santissima Trinità a Lunghezza.
- Chiesa di San Pietro Apostolo, all'interno della piazza del Castello di Lunghezza.

Primo luogo di aggregazione religiosa. Luogo sussidiario di culto della parrocchia della Santissima Trinità a Lunghezza.
- Chiesa di Santa Maria di Loreto, su via Santa Maria di Loreto.

Parrocchia eretta il 9 marzo 1957 con decreto del cardinale vicario Clemente Micara "Decet romanos cives". Il territorio è stato desunto da quello della parrocchia della SS. Trinità a Lunghezza. Il nuovo edificio di culto è stato consacrato dal cardinale Agostino Vallini il 15 giugno 2013.
- Chiesa di Sant'Eligio, su via Fosso dell'Osa. Chiesa del XX secolo (1967).
- Chiesa di Santa Maria Josefa del Cuore di Gesù, su piazza Santa Maria Josefa del Cuore di Gesù. Chiesa del XX secolo. 41.898207°N 12.676457°E

Parrocchia eretta il 2 ottobre 1989 con decreto del cardinale vicario Ugo Poletti e intitolata a Santa Luisa de Marillac. Il 19 febbraio 1997, con decreto del cardinale vicario Camillo Ruini, la parrocchia assume la denominazione di Beata Maria Josefa del Cuore di Gesù. In seguito alla canonizzazione della beata, con decreto del 10 gennaio 2001 la parrocchia assume la denominazione di Santa Maria Josefa del Cuore di Gesù. Il territorio è stato desunto da quello delle parrocchie di Sant'Eligio e SS. Trinità a Lunghezza. Ha ricevuto la visita di papa Francesco il 19 febbraio 2017.
- Chiesa di Santa Teresa di Calcutta, su via Guido Fiorini. Chiesa del XXI secolo (2016). 41.910458°N 12.655259°E

Parrocchia eretta il 5 settembre 2005 sotto il titolo di "Beata Teresa di Calcutta". In seguito alla canonizzazione della beata, con decreto del 5 settembre 2016 la parrocchia assume la denominazione di Santa Teresa di Calcutta.

### Altro
- Lapide in ricordo dei caduti della prima guerra mondiale, all'inizio di via della Tenuta del Cavaliere. 41.923973°N 12.669144°E
- Monumento in ricordo dei caduti della seconda guerra mondiale, nella piazza centrale.[quale?]

### Siti archeologici
- Villa del Fosso di Montegiardino, lungo il fosso di Montegiardino. Villa del I secolo a.C.[7]
- Villa del Fosso dell'Osa, su via Fara San Martino. Villa del I secolo a.C.[8] 41.909148°N 12.682378°E
- Tratto della via Collatina antica con strutture di servizio, presso la rotonda di via Collatina con via Giovanni Cicali. 41.91273°N 12.65046°E
- Tratto della via Collatina antica, presso via Riserva Lunga. 41.913684°N 12.666726°E

### Aree naturali
- Parco Leonardo Sinisgalli, da via Raoul Chiodelli e via Luciano Conti. 41.906756°N 12.660419°E

## Cultura
- Istituto comprensivo Ponte di Nona Vecchio-Lunghezza, su via Don Primo Mazzolari. L'istituto comprende sette scuole distribuite nel territorio di Lunghezza su cinque edifici:
  - Scuola dell'Infanzia "Giuseppe Medail", su via Giuseppe Medail.
  - Scuola dell'Infanzia "Ponte di Nona" e Scuola Primaria "R. Ciriello", su via Oscar Arnulfo Romero.
  - Scuola Primaria "Franco Martelli", su via Giuseppe Medail. Edificio scolastico degli anni trenta.
  - Scuola Primaria e Secondaria di Primo Grado "Natale Prampolini", su via Natale Prampolini.
  - Scuola Secondaria di Primo Grado "Don Primo Mazzolari", su via Don Primo Mazzolari.

## Geografia antropica

### Urbanistica
Nel territorio di Lunghezza si estendono l'omonima zona urbanistica 8E e parte delle zone urbanistiche 8D Acqua Vergine a ovest e 8H San Vittorino a est.

### Suddivisioni storiche
Oltre alla omonima frazione, fanno parte del territorio della zona anche quelle di Villaggio Falcone, Centro Serena, Colle degli Abeti, Ponte di Nona, Villaggio Prenestino e Castelverde.

### Odonimia
Tranne Ponte di Nona, la zona di recente edificazione del Villaggio Falcone ed alcune altre strade specie a nord dell'A24, le vie delle zone di Lunghezza sono dedicate a comuni di Abruzzo e Molise.

## Infrastrutture e trasporti
|  | È raggiungibile dalle stazioni di Ponte di Nona e Lunghezza. |

## Sport

### Calcio
- P.D. Nuova Lunghezza, militante in Seconda Categoria Lazio.